# Федуловский сельсовет
Федуловский сельсовет — упразднённая административно-территориальная единица, существовавшая на территории Московской губернии и Московской области до 1925 и в 1929—1939 годах.
Федуловский сельсовет был образован в первые годы советской власти. По данным 1923 года он входил в состав Егорьевской волости Егорьевского уезда Московской губернии.
В 1925 году Федуловский с/с был присоединён к Алёшинскому с/с.
В 1929 году Федуловский с/с был восстановлен в составе Егорьевского района Орехово-Зуевского округа Московской области путём выделения из Алёшинского с/с.
17 июля 1939 года Федуловский с/с был упразднён. При этом его территория (селения Даниловская, Федуловская и Ширловская) была передана в Алёшинский с/с.